# Бэйбэй
Бэйбэ́й (кит. упр. 北碚, пиньинь Běibèi, буквально: «северный утёс») — район городского подчинения города центрального подчинения Чунцин (КНР).

## География
Район Бэйбэй расположен в западной части города Чунцин. Общая площадь района составляет 755 км². Территория района покрыта низкими горами и предгорьями. Самая высокая точка имеет высоту 1312 м, самая низкая 175 м.
Климат в районе субтропический муссонный, отличается обильными дождями, ранней весной, жарким летом. Самая высокая зарегистрированная температура +44,3ºС, минимальная температура −3,1ºС, среднегодовая температура +18,2ºС.

## История
В 1942 году, во время войны с Японией, в этих местах для управления территорией, входившей в состав четырёх уездов, был образован специальный административный орган. После окончания гражданской войны провинция Сычуань была в 1950 году расформирована, а бывшая её территория была разделена на четыре «специальных административных района». В 1951 году был создан город Бэйбэй, в который переехали власти Специального административного района Чуаньдун (川东行政区). В августе 1952 года четыре специальных административных района были вновь объединены в провинцию Сычуань, в подчинение властям которой перешёл город. В 1953 году он был включён в состав Чунцина как район Бэйбэй. В 1995 году произошло крупное перераспределение границ районов Чунцина, изменившее территорию Бэйбэя.

## Административно-территориальное деление
Район Бэйбэй делится на 5 уличных комитетов и 12 посёлков.

Уличные комитеты: Бэйвэньцюань (北温泉街道), Лунфэнцяо (龙凤桥街道), Тяньшэн (天生街道), Чжаоян (朝阳街道), Дунъян (东阳街道).

Посёлки: Цайцзяган (蔡家岗镇), Тунцзяси (童家溪镇), Шицзялян (施家梁镇), Цзиньдаося (金刀峡镇), Сема (歇马镇), Чэнцзян (澄江镇), Тяньфу (天府镇), Шуйту (水土镇), Цзингуань (静观镇), Люинь (柳荫镇), Фусин (复兴镇), Саньшэн (三圣镇).